# Волкова, Анастасия Петровна
Анастасия Петровна Волкова (21 января 1904 — 10 июня 1976) — командор первого женского автопробега в СССР.

## Биография
Родилась 21 января 1904 года в селе Березовском Свердловской области.
В 1929 году окончила курсы шофёров, поехала на стройку в Магнитогорск и работала на грузовом автомобиле. Уже через два года она была уже шофёром первого класса. В 1934 году она оказалась в Москве, на автобазе ГлавСевМорпути, откуда её рекомендовали командором первого женского автопробега Москва — Кара-Кум.
Женщины ехали вперёд по верблюжьим тропам, ехали через посёлки и аулы. Анастасия Петровна рассказывала людям, чем живет мир и страна, ведь шло обсуждение проекта Конституции СССР. После пробега она написала книгу «За рулем», где она описала все, что участники пробега прошли и что видели. 
Была депутатом трудящихся седьмой Сессии Московского Городского совета. Затем учеба в Промышленной академии им. Сталина, которую окончила в 1940 году.
Участвовала в ВОВ. Прошла с батальоном 54-й армии от Волховского фронта и до Берлина. Была парторгом батальона.
В послевоенное время работала председателем колхоза, и в министерстве ГОСконтроля. Являлась пенсионером республиканского значения.
Умерла 10 июня 1976 года в Москве.

## Награды
За руководство пробегом Анастасия Петровна была награждена Почетной грамотой Президиума Верховного Совета Советских Социалистических Республик, награждена орденом «Знак Почета».
За участие в ВОВ награждена орденом Красной Звезды (22.10.1944), орденом «Отечественной войны», имеет 8 медалей, среди них медаль «За победу над Германией», медаль «За боевые заслуги» (15.03.1944) и другие.